# Ondřej Šteffl
Ondřej Šteffl (* 20. listopadu 1954) je český podnikatel v oblasti vzdělávání. V roce 1990 se stal zakladatelem první soukromé školy v Československu – gymnázia PORG v Praze. O pět let později založil společnost Scio, která se zabývá vzděláváním, měřením výsledků studia i testováním jeho předpokladů.

## Život
Vystudoval Matematicko-fyzikální fakultu UK. Po vysoké škole pracoval v Ústavu pro filozofii a sociologii Československé akademie věd. „Tam jsem nedělal skoro nic,“ uvedl Šteffl. Poté krátkodobě učil na řadě pražských škol.
V roce 1990 založil gymnázium PORG v Praze-Libni, což byla první soukromá škola v ČR po roce 1948. V roce 1995 začal podnikat ve vzdělávací společnosti Scio, která se zaměřuje na testování žáků základních a středních škol.
Akademické vzdělání podle jeho názoru ztrácí na významu, což dokládá i tím, že mnoho lídrů nejvýznamnějších světových firem má jen bakalářský titul a někteří nemají vůbec žádné vysokoškolské vzdělání.

### Osobní život
Se svou partnerkou má syna a dceru.